# Бристольський картон
Бристо́льський карто́н — картон, виготовлений склеюванням аркушів паперу високих сортів.
Слово «картон» походить від італ. cartone, що означає твердий, жорсткий.
Початок картонного виробництва відносять до середини XVI ст. і пов'язують з появою книгодрукування, коли для палітурок книжок стали використовувати обкладинки з склеєних між собою аркушів паперу.

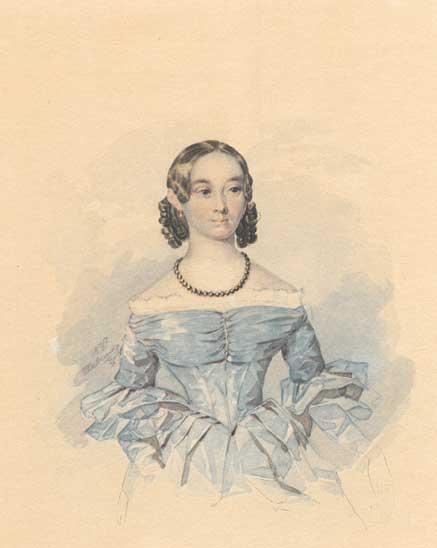
Портрет Катерини Абази роботи Тараса Шевченка, намальований на бристольському картоні

Картон відрізняється від паперу тим, що має велику товщину і масу (біля 250 г), більш високу міцність.
Майже всі картони складаються з багатьох аркушів — у цьому і є основна відмінність картону від паперу.
За допомогою комбінації шарів досягаються висока жорсткість і хороші бар'єрні властивості — ці якості обумовлюють використання картону у виробництві тари, в будівництві, поліграфії, машино- і приладобудуванні, хімічній, легкій і харчовій промисловості та ін.
Своє ім'я «бристольський картон» дістав від англійського міста Бристоль, де вперше почали виготовляти папір такої якості й такого формату.
Максимальні розміри включають 572 × 724 мм, а його об'ємна товщина — 0,15 мм або вище і A4, A3, A2 і A1.
Бристольський картон оцінюється за кількістю додавань аркушів паперу. Це, як правило, білий картон, а також може бути зроблений у різних кольорах.
Бристольська плата зазвичай використовується для технічного малювання, ілюстрації проектів, коміксів мистецтва та інших двомірних форм мистецтва. Вона забезпечує дві робочі поверхні, передню і задню. Ця якість відрізняє її від ілюстраційної дошки, яка має тільки передню робочу поверхню.
Бристольський картон використовується також для друку документів, брошур, рекламних матеріалів, конвертів, як м'яка обкладинка книги або каталогу, папок, тегів, квитків, для створення масштабних моделей.
Бристольський картон, завдяки своїй якості (міцний сильнопроклеєний папір із гладкою або шорсткою поверхнею) часто використовується як папір для акварельного живопису — для малювання олівцем, тушшю або акварельними фарбами. Його в своїй творчості не раз використовував Тарас Шевченко (Портрет Катерини Абази, портрет Павла Васильовича Енгельгардта та інші).